# 亨利·埃里克松
克努特·亨利·埃里克松（瑞典語：Knut Henry Eriksson，1920年1月23日—2000年1月8日），瑞典男子中跑运动员，专项为1500米。他曾获得1948年夏季奥运会男子1500米金牌。1948年退役。